# Максимов, Глеб Юрьевич
Глеб Юрьевич Максимов (13 октября 1926, Уфа — 26 августа 2001, Москва) — советский учёный и инженер-конструктор, кандидат технических наук, лауреат Ленинской премии за создание и осуществление полёта первого в мире искусственного спутника Земли (Спутник-1), изобретатель.

## Биография
Глеб Юрьевич Максимов родился 13 октября 1926 года в Уфе. Отец — Юрий Николаевич Максимов, мать — Клара Иосифовна (Пропина) Максимова (01.06.1896 - 07.12.1982). Жена — актриса Светлана Ивановна Радченко, дочь — поэт Мария Максимова. Глеб Максимов является  двоюродным племянником Морису Гаврииловичу  Лейтейзену (1897-1939) конструктору ракетных двигателей, начальнику научной группы ЦАГИ имени Н. Е. Жуковского. В 1949 году Максимов окончил Московский авиационный институт имени Серго Орджоникидзе, и сразу же после окончания, благодаря обоснованию Михаила Клавдиевича Тихонравова по расширению состава исследовательских групп, Глеб попал в НИИ-4.
В 1956 году Максимов спроектировал «Спутник-1», ставший первым в мире искусственным спутником Земли. Затем Глеб переключился на межпланетные проекты, принимал участие в проектировании спутников «Марс-1», «Венера-1», «Венера-2», «Венера-1».
В 1959 году под руководством Тихонравова в проектном отделе ОКБ-1 Глеб Максимов возглавлял одну из конструкторских групп по исследованию возможности проектирования кораблей для полёта к Марсу (вторую группу возглавлял Константин Петрович Феоктистов). Согласно проекту Максимова предполагалось создать небольшой по массе корабль с экипажем из трёх космонавтов, а разрабатываемый план предусматривал облёт Марса с исследованием на пролётной траектории и без посадки на его поверхность или без выхода на околомарсианскую орбиту с последующим возвращением корабля в район Земли с посадкой отделяемого спускаемого аппарата.
Подготовка к полёту на Марс была очень серьёзной, в соответствии с постановлением ЦК КПСС и Совета Министров СССР № 715—296 от 23 июня 1960 года была даже назначена дата старта — 8 июня 1971 года (согласно расчётам астрономов был наиболее благоприятный период так называемого великого противостояния планет, когда расстояние между Землёй и Марсом сокращалось до минимума), а триумфальное возвращение на Землю планировалось на 10 июня 1974 года. К началу 1964 года в ОКБ-1 были готовы проекты шести стыковочных модулей для создания тяжёлого межпланетного корабля и сооружён наземный макет основного модуля, где испытатели жили в условиях длительного пребывания в замкнутом пространстве (проекты модулей были осуществлены только спустя 25 лет, при создании орбитальных станций программы «Салют»). После запуска американской ракеты-носителя «Сатурн-1Б» в рамках лунной программы «Аполлон» все марсианские проекты СССР были свёрнуты в пользу освоения Луны. 
В 1962 году группа Максимова занималась научно-исследовательскими и опытно-конструкторскими разработками по программе «Е-6», направленной на осуществление мягкой посадки автоматической межпланетной станции на Луну.
Выдающийся конструктор, один из пионеров мировой практической космонавтики, Скончался на 75-м году жизни 26 августа 2001 года. 
Похоронен в Москве, на Ваганьковском кладбище (уч. № 2).